# Luxembourgite
La luxembourgite est un minéral de la classe des sulfures et sulfosels, de composition AgCuPbBi4Se8. Son nom, adopté en avril 2019 par  l'Association internationale de minéralogie, fait référence au  Luxembourg, où le minéral a été découvert en 2012 par Jean-Baptiste Burnet, collaborateur scientifique de la section de minéralogie du MNHN.

## Description
La luxembourgite se présente sous la forme de cristaux microscopiques, dont la longueur moyenne est de 200 µm et l'épaisseur de 5 µm.

## Cristallographie
La luxembourgite, isostructurale avec la watkinsonite Cu2PbBi4(Se,S,Te)8 et la litochlebite Ag2PbBi4Se8, est monoclinique de groupe d'espace P21/m. Ses paramètres de maille sont a = 13,002(1) Å, b = 4,154 3(3) Å, c = 15,312(2) Å et β = 108,92(1)°.

## Localité type
Ce minéral, extrêmement rare, a été découvert dans un chantier de la Société électrique de l'Our à proximité de l'ancienne mine de cuivre de Stolzembourg, au Luxembourg,. L'holotype (échantillon type) est conservé dans les collections du Musée national d'histoire naturelle.